# Teatern i Gamla stan
Ej att förväxla med Stenborgs teater eller Bollhusteatern, som också låg i Gamla stan.
Teatern i Gamla stan (hette även Teatern i Gamla sta'n) var en tidig fri teater i Stockholm 1952–1956. 

## Historia
Teatern startades av en grupp unga teatermänniskor i en anda av kollektiv arbetsfördelning med förebild från småteatrar i Paris och  under ledning av regissören Bengt Lagerkvist hösten 1952. Spelplatsen var en liten källarlokal med medeltida valv på Yxsmedsgränd i Gamla stan i Stockholm med en scenyta på 3x4 meter och plats för 49 åskådare. Salongen dekorerades av Kaj Englund, som även skapade den svartgula ridån. Första uppsättningen, Georg Büchners komedi Leonce och Lena, hade premiär 18 november 1952 och spelades 85 föreställningar. 
I mars 1953 gav Bengt Lagerkvist sig på utmaningen att bearbeta Carl Jonas Love Almqvists verk Drottningens juvelsmycke, vilken blev en stor framgång med 108 föreställningar och väckte uppmärksamhet i teater-Stockholm, som inte tidigare hade många fria teatrar av denna typ och konstnärliga ambition vid sidan av Kungliga Dramatiska Teatern och privatteatrar. Huvudrollen som Tintomara spelades av Sif Sterner, pantomimer skapades av Birgit Cullberg och i övriga roller sågs Åke Lagergren, Bengt Schött, Bror Fohlin, Gunlög Hagberg, Anders Nyström, Ingrid Edström, Tor Isedal, Hans Bendrik, Anna Eisler, Olle Johansson och Solveig Alpzén. Många andra framstående skådespelare har börjat sin bana vid teatern, såsom Allan Edwall, Bibi Andersson, Jan Malmsjö och Håkan Serner.
Genom denna framgång fick Bengt Lagerkvist erbjudande att regissera på Göteborgs stadsteater och senare 1953 övertog Arne Forsberg chefskapet för verksamheten. Hösten 1954 hade man vuxit ur den lilla källarlokalen och flyttade till före detta biografen Hansas större lokal på Mälartorget 13 och inledde där med Alfred de Mussets Lek ej med kärleken samma höst. Framgångarna gjorde att flera av de aktiva fick engagemang på andra håll. Våren 1956 bjöd man på den uppmärksammade I väntan på Godot av Samuel Beckett för första gången på en stockholmsscen. Det blev teaterns sista produktion, innan den 1956 bytte namn till Munkbroteatern. 1964 lades även denna ner och lokalen övertogs av den nya, politiskt radikalare Pistolteatern.

## Uppsättningar
| År   | Produktion                                                   | Upphovsmän                                            | Regi               | Noter |
| ---- | ------------------------------------------------------------ | ----------------------------------------------------- | ------------------ | --- |
| 1952 | Leonce och Lena Leonce und Lena                              | Georg Büchner                                         | Bengt Lagerkvist   | Premiär 18 november 1952 Sven Erik Weilar, Siv Gustafsson, Åke Lagergren, Hans Bendrik, Ingrid Edström, Solveig Alpzén, Rune Ek 85 föreställningar |
| 1953 | Drottningens juvelsmycke                                     | Carl Jonas Love Almqvist Bearbetning Bengt Lagerkvist | Bengt Lagerkvist   | Premiär 4 mars 1953 Sif Sterner, Ingegerd Aschan, Åke Lagergren, Gunlög Hagberg, Tor Isedal, Anna Eisler, Lars Hansson, Bror Fohlin, Hans Bendrik, Solveig Alpzén, Bengt Schött, Anders Nyström, Olle Johansson, Ingrid Edström Koreografi Birgit Cullberg, Scenografi Per Edström 108 föreställningar                               |
| 1953 | Woyzeck                                                      | Georg Büchner                                         | Bengt Lagerkvist   | Premiär 30 augusti 1953 Tor Isedal, Gunnel Sporr, Hans Bendrik, Åke Lagergren, Olof Lindfors, Bror Fohlin, Olle Johansson, Birgit Ekstrand, Kerstin Isedal, Kaj Englund Scenografi Yngve Gamlin 52 föreställningar |
| 1953 | Macbeth                                                      | William Shakespeare                                   | Arne Forsberg      | Premiär 27 oktober 1953 Olof Lindfors, Olle Johansson, Lars Hansson, Tor Isedal, Bror Fohlin, Lennart Lilja, Håkan Serner, Åke Lagergren, Sture Gidlund, Hans Bendrik, Birgit Ekstrand, Karin Albihn, Ingrid Edström, Gunlög Hagberg, Kerstin Isedal Fäktning László Nagy, Scenografi och kostym Carl-Olov Cloffe 96 föreställningar |
| 1954 | Monsieur Bob'le                                              | Georges Schehadé                                      | Hans Abramson      | Premiär 17 februari 1954 39 föreställningar |
| 1954 | Volpone eller Räven Volpone or The Fox                       | Ben Jonson                                            | Arne Forsberg      | Premiär 28 april 1954 Scenografi Karin Notini 33 föreställningar |
| 1954 | Lek ej med kärleken On ne badine pas avec l'amour            | Alfred de Musset                                      | Arne Forsberg      | Premiär 26 oktober 1954 Scenografi Carl-Olov Cloffe 72 föreställningar |
| 1954 | Askungen                                                     |                                                       | Ingrid Edström     | Premiär 8 december 1954 Scenografi Ingrid Edström 20 föreställningar |
| 1955 | Vävaren i Bagdad                                             | Hjalmar Bergman                                       | Arne Forsberg      | Premiär 28 januari 1955 Scenografi Yngve Gamlin 66 föreställningar |
| 1955 | Den girige L'Avare                                           | Molière                                               | Arne Forsberg      | Premiär 22 april 1955 Scenografi Ingvar Eriksson 34 föreställningar |
| 1955 | Ett resande teatersällskap                                   | August Blanche                                        | Per Edström        | Premiär 28 juli 1955 Scenografi Lars Runsten 50 föreställningar |
| 1955 | Fedra Phèdre                                                 | Jean Racine                                           | Arne Forsberg      | Premiär 29 september 1955 Scenografi Lars Runsten 36 föreställningar |
| 1955 | Don Quijote                                                  | Wulf Leisner                                          | Lars-Erik Liedholm | Premiär 11 november 1955 Scenografi Gert Nycander 32 föreställningar |
| 1955 | Kille                                                        | Per Edström                                           | Per Edström        | Premiär 1 december 1955 Scenografi Christer Christian |
| 1956 | Lokomotivresan                                               | Per Edström                                           | Per Edström        | Premiär 1 januari 1956 11 föreställningar |
| 1956 | Julietta eller Drömmarnas revy Juliette ou la clé des songes | Georges Neveux                                        | Arne Forsberg      | Premiär 21 februari 1956 Scenografi Kaj Englund 37 föreställningar |
| 1956 | I väntan på Godot En attendant Godot                         | Samuel Beckett                                        | Lars-Erik Liedholm | Premiär 13 april 1956 Scenografi Kaj Englund |
| 1956 | Spöket Mostellaria                                           | Plautus                                               | Arne Forsberg      | Premiär 18 maj 1956 16 föreställningar |